# Trischalis absconditana
Trischalis absconditana là một loài bướm đêm thuộc phân họ Arctiinae, họ Erebidae.